# Lefua nikkonis
Lefua nikkonis är en fiskart som först beskrevs av Jordan och Fowler, 1903.  Lefua nikkonis ingår i släktet Lefua och familjen grönlingsfiskar. Inga underarter finns listade i Catalogue of Life.